# Pelham Bay Park (línea Pelham)
Pelham Bay Park es la terminal del extremo norte de la línea Pelham del metro de la ciudad de Nueva York. Localizada en Pelham Bay Park, en la intersección de Bruckner Expressway y la Avenida Westchester en el Bronx, y es servida todo el tiempo por los trenes del servicio 6
Esta es una estación elevada con dos vías, una plataforma central y dos plataformas laterales, aunque las plataformas laterales ya no son usadas. En el 2005, se inició el trabajo para la construcción de salones temporales para tripulación, mientras que la sede de la tripulación en el extremo norte de la estación están en construcción. 

## Conexiones de autobuses

### New York City Transit
- Bx5: vía Bruckner Boulevard y la Avenida Story hacia la estación de la Calle Simpson (2 5), o vía Shore Road hacia Orchard Beach (sólo servicios especiales en verano)
- Bx12: vía Pelham Parkway y Fordham Road hacia Inwood–Calle 207 (A), Manhattan, o University Heights; o por el servicio vía el New England Thruway hacia Bay Plaza Shopping Center; o vía Shore Road hacia Orchard Beach (sólo servicios especiales)

- Bx12: vía Pelham Parkway y Fordham Road hacia Inwood–Calle 207 (A), Manhattan; o servicio vía New England Thruway hacia Bay Plaza Shopping Center; o vía Shore Road hacia Orchard Beach
- Bx14: vía la Avenida Westchester hacia estación Parkchester (6 <6>), o hacia Country Club
- Bx29: hacia Bay Plaza Shopping Center, Co-op City, o vía Shore Road y la Avenida City Island hacia City Island, Bronx

### Línea Westchester Bee
- W45: sobre Pelham Bay Park y vía Pelham Road y la Avenida North hacia Pelham, New Rochelle y Eastchester Square

### Autobús MTA
- QBx1: hacia Co-op City, o vía Bruckner Boulevard (servicio de carretera de Bruckner Expressway), Puente Bronx Whitestone y Whitestone Expressway hacia Flushing–Calle Main (7 <7>), Queens

- BxM7A: expreso vía el Bruckner Boulevard, Puente Triborough, Segunda Avenida y la Quinta Avenida hacia la Calle 23, Gramercy Park, Manhattan

## Puntos de intereses
- Pelham Bay Park
- City Island
- Bay Plaza
- Orchard Beach

## Superstición
En la novela The Taking of Pelham 123, de Morton Freedgood, y sus tres versiones cinematográficas (la original de 1974 y los remakes de 1998 y 2009), el tren que es secuestrado sale de Pelham Bay Park a la 1:23 p. m. (de ahí el título). Pensando que esto podría ser un mal presagio para el público, tras el estreno de la película de 1974, la MTA prohibió que saliesen trenes de esta estación a la 1:23 o a las 13:23. Más tarde la prohibición fue levantada, pero debido a las supersticiones, los operadores del metro han seguido evitando que salgan trenes de esta estación con destino a Manhattan a la 1:23.